# Ripalta Arpina
Ripalta Arpina là một comune (municipality) in the tỉnh Cremona in the Italian region Lombardy, có vị trí cách khoảng 50 km về phía đông nam của Milan và khoảng 30 km về phía tây bắc của Cremona. Tại thời điểm ngày 31 tháng 12 năm 2004, đô thị này có dân số 998 người và diện tích là 6,9 km².
Ripalta Arpina giáp các đô thị: Bertonico, Castelleone, Gombito, Madignano, Montodine, Ripalta Cremasca, Ripalta Guerina.